# Wełnowiec-Józefowiec
Wełnowiec-Józefowiec (tiếng Đức: Hohenlohehütte-Josephsdorf) là một quận của Katowice. Nó có diện tích 3,15 km 2 và năm 2007 có 15.924 cư dân.
Quận bao gồm hai khu định cư lịch sử:
- Wełnowiec (tiếng Đức: Hohenlohehütte), lần đầu tiên được đề cập vào thế kỷ 17, ban đầu là một ấp của Bogucice; trước năm 1922 còn được gọi là Hohenlohehütte, sau một nhà máy thép địa phương;
- Józefowiec (tiếng Đức: Josephsdorf), được thành lập vào năm 1826 bởi rev. Józef Beder, một linh mục Công giáo từ Chorzów;

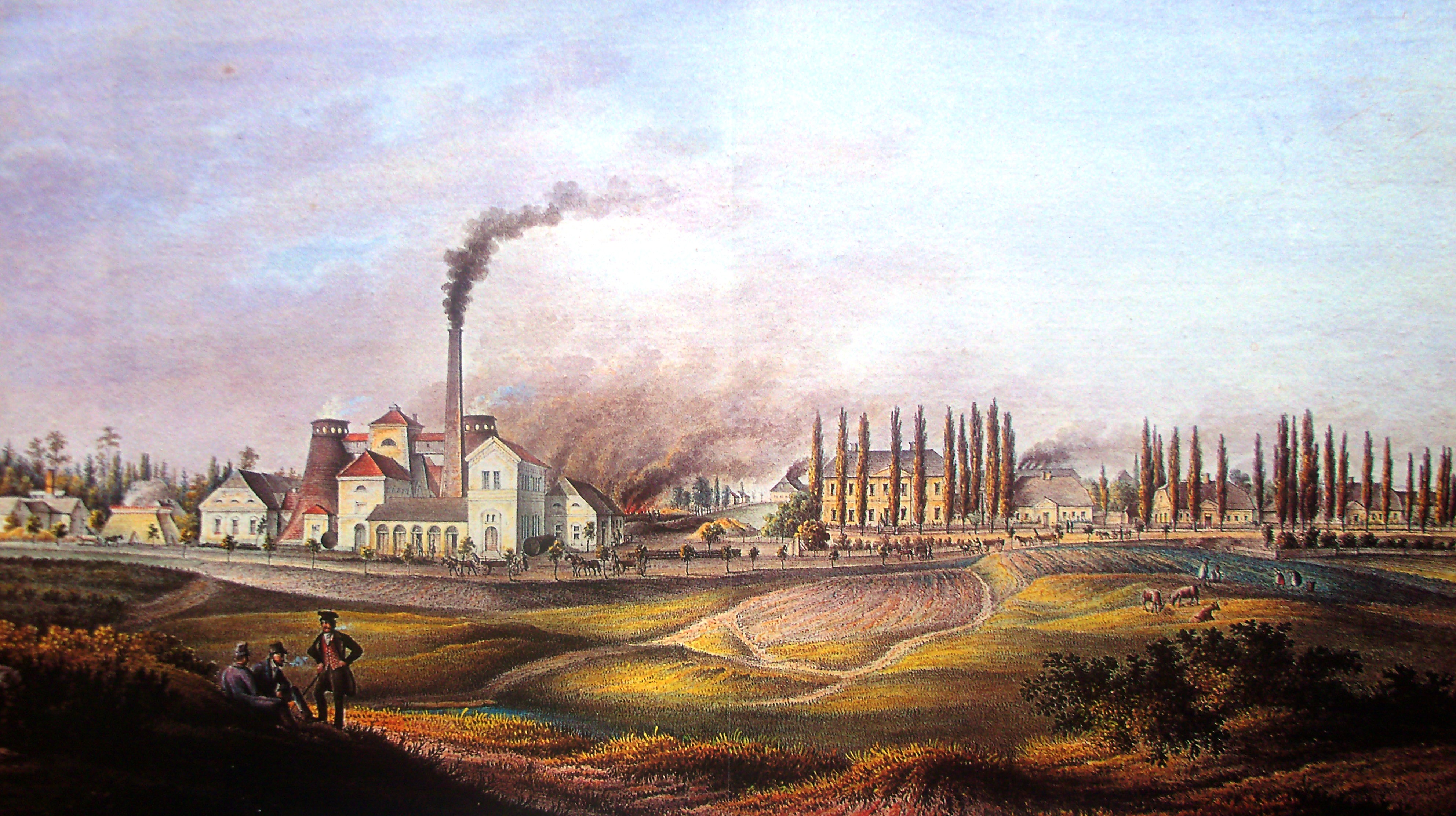
Hohenlohehütte ở Wełnowiec, một bức tranh từ thế kỷ 19
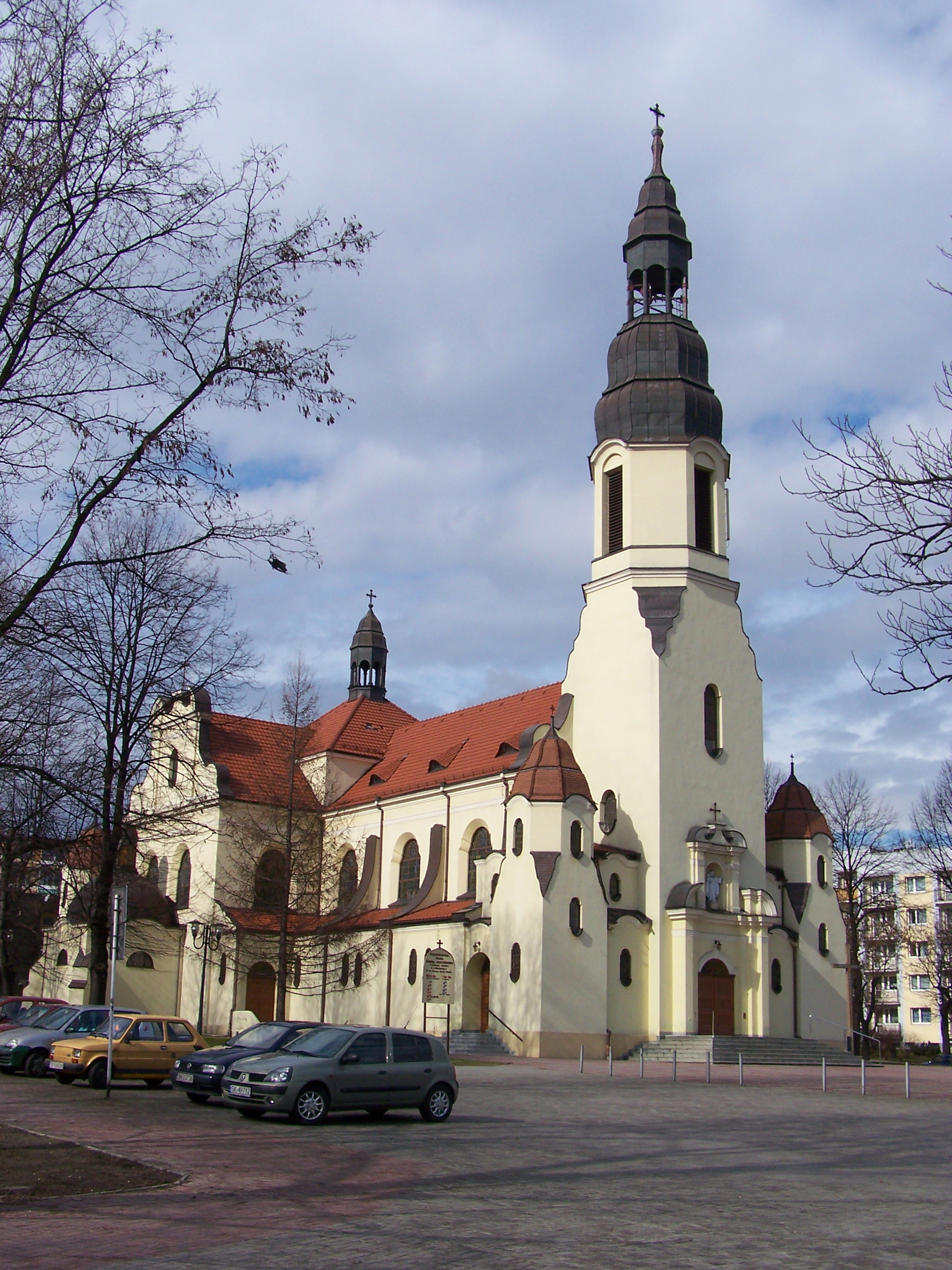
Nhà thờ St Joseph ở Józefowiec